# Anodontodora
Anodontodora es un género de escarabajos de la familia Buprestidae.

## Especies
- Anodontodora aurulans (Obenberger, 1922)
- Anodontodora capicola (Obenberger, 1922)